# 陝西河流列表
陝西河流列表，列舉全部或部分在陝西省境內的河流，並依照流域排列；支流則由河口至源頭排序。

## 河流总括
陕西跨长江、黄河两大流域，外流水系面积约占98%。在流域面积100平方公里及以上的583条河流之中，黄河流域共计358条，长江流域共计221条，内陆流域仅有4条。河流多呈西北到东南流向，秦岭南麓及以南河流网密度较大，秦岭北麓及以北河流网密度较小，多数河流北侧支流源远且流长，南侧支流则较短小。大多数河流7～10月为汛期，集中了年径流总量的50%～60%，丰枯水量变化量大，河流含沙量和输沙量都大。在黄河三门峡以上年输沙总量16亿吨之中，有8.4亿吨来自于陕西，且洪灾较为频繁。
| 流域面积（km2) | 流域面积（km2) | 100～500 | 500～1000 | 1000～5000 | 5000以上 | 总计 |
| -------------- | -------------- | -------- | --------- | ---------- | -------- | ---- |
| 流域面积 (km2) |                | 100～500 | 500～1000 | 1000～5000 | 5000以上 | 总计 |
| 流域           | 黄 河          | 280      | 36        | 34         | 8        | 358  |
| 流域           | 长 江          | 160      | 37        | 19         | 5        | 221  |
| 流域           | 内 陆          | 1        | 1         | 2          | 0        | 4    |
| 地区           | 陕 北          | 161      | 23        | 22         | 5        | 211  |
| 地区           | 关 中          | 106      | 13        | 13         | 3        | 135  |
| 地区           | 陕 南          | 174      | 38        | 20         | 5        | 237  |
| 全 省          | 全 省          | 441      | 74        | 55         | 13       | 583  |

## 長江水系
- 長江
  - 漢水
    - 丹江：跨省河流，中、下游位於河南、湖北境內。
      - 滙灣河：跨省河流，下游位於湖北境內。

    - 天河：跨省河流，下游位於湖北境內。
    - 金錢河（夾河）：跨省河流，下游位於湖北境內。
    - 旬河
      - 乾佑河

    - 壩河
    - 嵐河
    - 任河：跨省河流，上游位於四川、重慶境內。
    - 牧馬河
    - 子午河
    - 湑水河
    - 褒水
    - 黑河

  - 嘉陵江：跨省河流，上游位於甘肅境內，下游位於四川境內。
    - 渠江
      - 通江
        - 大通江：跨省河流，下游位於四川境內。
        - 小通江：跨省河流，下游位於四川境內。

    - 西漢水：跨省河流，上游位於甘肅境內。

## 黃河水系
- 黃河
  - 洛河（南）：跨省河流，下游位於河南境內。
  - 渭河
    - 洛河（北）
      - 沮河
      - 葫蘆河：跨省河流，上游位於甘肅境內。
      - 介子河
      - 頭道川

    - 石川河
    - 涇河：跨省河流，上游位於甘肅境內。
      - 馬蓮河
        - 環江
          - 東川：跨省河流，上游為陝西與寧夏、甘肅界河，下游位於甘肅境內。

    - 漆水河
    - 千河：跨省河流，上游位於甘肅境內。

  - 雲岩河
  - 延河
  - 清澗河
  - 無定河
    - 大理河
    - 榆林河
    - 蘆河
    - 紅柳河：跨省河流，中游兩度流入內蒙古境內。

  - 秃尾河
  - 窟野河
    - 烏蘭木倫河：跨省河流，上游位於內蒙古境內。